# Fox Jackson-Keen

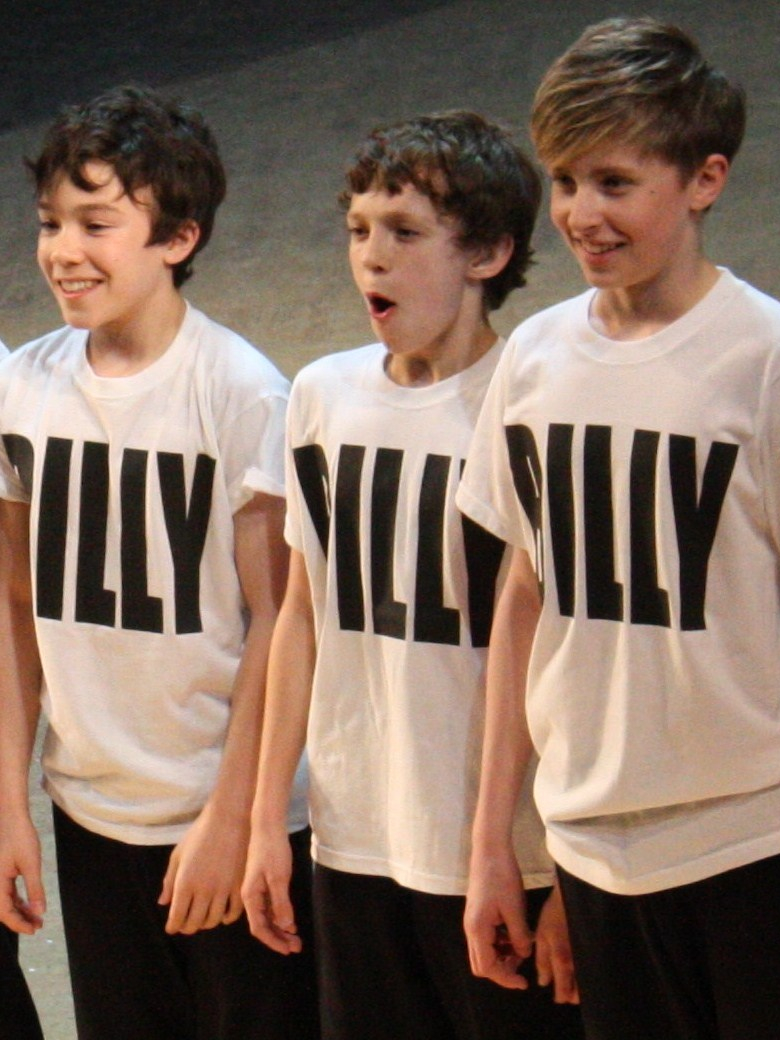
Fox Jackson-Keen, im Bild links, neben Tom Holland, als einer der Schauspieler im Musical Billy Elliot

Fox Jackson-Keen (* 14. Mai 1995 in London) ist ein britischer Theater- und Filmschauspieler, Musicaldarsteller, Sänger und Tänzer. 

## Leben
Fox Jackson-Keen wurde 1995 im Londoner Stadtteil Hornsey geboren. Im Alter von neun Jahren begann Jackson-Keen Breakdance und Hip-Hop zu tanzen und nahm Unterricht in Ballett und Stepptanz.
In The Bill erhielt Jackson-Keen seine erste Rolle in einer Fernsehserie und spielte darin in einer Folge in einer Nebenrolle Jamie Parks. In dem Fernsehfilm Hogfather – Schaurige Weihnachten aus dem Jahr 2006, einer Fernsehfilmadaption des Romans Schweinsgalopp (Originaltitel: Hogfather) von Terry Pratchett, hatte Jackson-Keen seine erste Filmrolle erhalten. Darin spielte er den jungen Albert. 
Im Musical Billy Elliot war Jackson-Keen ab 2008 zweieinhalb Jahre lang im Wechsel mit anderen Nachwuchsschauspielern am Victoria Palace Theatre im Londoner West End in der titelgebenden Hauptrolle zu sehen.
Ab 2012 spielte Jackson-Keen in insgesamt 25 Folgen in der Fernsehserie Mein genialer Handy-Geist in einer Hauptrolle den Schüler Mobbsy. Zuletzt hatte Jackson-Keen im Jahr 2016 in dem beim London Independent Film Festival mit dem Jury-Prize ausgezeichneten Kurzfilm Daisy die Rolle von Tom übernommen.

## Filmografie (Auswahl)
- 2006: The Bill (Fernsehserie, eine Folge)
- 2006: Hogfather – Schaurige Weihnachten (Hogfather)
- 2012: Mein genialer Handy-Geist (My Phone Genie, Fernsehserie, 25 Folgen)
- 2014: Billy Elliot the Musical Live
- 2014: New Tricks – Die Krimispezialisten (New Tricks, Fernsehserie, eine Folge)

## Theatrografie
- 2008–2010: Billy Elliot am Victoria Palace Theatre, London
- 2013: I Was a Rat! or The Scarlet Slippers, Teatro Kismet